# لی شون ژیان
لی شون ژیان 李舜弦 (متولد ۹۰۰ م، سیچوان) زنی پارسی - چینی بود که به دلیل زیبایی و استعداد شاعرانه‌اش شهرت بسیار داشته است. او همسر صیغه ای وانگ یان، امپراتور سابق چین بود. او به دلیل داشتن یک زن غیرچینی که یک شاعر موفق در زبان چینی بود، شهرت داشت.
خانواده پارسی وی نام چینی لی را انتخاب کرده بودند. پس از فرار از شورش هوانگ چائو به چین داخلی (سیچوان)، در دربار پادشاه چین، شو صاحب قدرت شدند.
مشخص نیست که آیا او یک اسم فارسی داشته یا این که فارسی صحبت کرده‌است یا خیر؛ همچنین مشخص نیست پدر و مادر وی مهاجر به چین بوده‌اند یا در چین متولد شده‌اند.

## اشعار

### ماهیگیری ناموفق (釣魚不得)
盡日池邊釣錦鱗，芰荷香裏暗消魂。
jìn rì chí biān diào jǐn lín ， jì hè xiāng lǐnn xiāohún
依稀縱有尋香餌，知是金鉤不肯吞。
yīxī zòng yǒu xún xiāng ěr ， zhī shì jīn gōu bù kěn tūn

### همراهی امپراتور تا چینگچنگ (隨駕遊青城)
因隨八馬上仙山，頓隔塵埃物象閒。
yīn suí bā mǎshàng xiānshān ， dùn gé chén'āi wù xiàng xián
只恐西追王母宴，卻憂難得到人間。
zhǐ kǒng xī zhuī wángmǔ yàn ， què yōu nán dédào rénjiān

### بداهه در کاخ شو (蜀宮應制)
濃樹禁花開後庭，飲筵中散酒微醒。
nóng shù jìn huā kāi hòutíng ， yǐn yán zhōng sǎn jiǔ wēi xǐng
濛濛雨草瑤階溼，鐘曉愁吟獨倚屏。
méngméng yǔ cǎo yáo jiē shī ， zhōng xiǎo chóu yín dú yǐ bǐng